# Полянецьке (Подільський район)
Поляне́цьке — село Савранської селищної громади у Подільському районі Одеської області в Україні. Населення становить 1568 осіб.

## Походження назви
Назву села дослідники найчастіше пов'язують з назвою племені східних слов'ян — полян, які проживали тут у 6-9 століття.
За легендою назва села виникла від поляни посеред лісу, на якій було засновано село. За тією ж легендою засновано воно було селянами, що втекли від татарської неволі та панського гніту.

## Історія
Протягом довгого часу село належало польським магнатам Любомирським. Після приєднання цієї території до Росії у 1799 р. Полянецьке разом з навколишніми селами було віддано графу Салтикову, який згодом продав його Ржевуській.
Після повстання 1830—1831 рр. землі польських поміщиків у Подільській губернії, у тому числі і землі Ржевуської було конфісковано урядом. Полянецьке було передано міністерству державного майна та віднесено до військових поселень Києво-Подільського округу. На карті військового поселення відмічено, що у 1849 р. мешканці Полянецького використовували 829 десятин землі, з яких 387 — під посівами, 238 — під городами, 204 — під громадськими сінокосами.
Через погане становище кріпаків у військових поселеннях виникали чисельні повстання, що призвело до скасування військових поселень урядом у 1857 р. У 1865 р. військові поселенці Полянецького були переведені до розряду державних селян.
У 1871 р. почалось наділення селян землею, яку одержали 180 селянських родин та 28 відставних солдатів. Всього було нарізано 2698 десятин, у тому числі 103,5 десятин неужитків. За цю землю селяни мали сплатити 188,6 тис. крб протягом 41 року.
В 1866 році у селі збудовано храм, у 1881 році — народне училище.
В 80-х роках 19 ст. у селі проживало близько 2300 людей.
У січні 1918 р. в селі вперше встановлено радянську владу, але вже в березні 1918 р. село перейшло під владу німецько-австрійських військ. Остаточно радянська окупація почалась в лютому 1920 р.
4 квітня 1921 року в селі та на його околицях декілька годин відбувався бій радянського сільського загону самооборони проти українських повстанських загонів отаманів Семена Заболотного та Кошового (близько 450 осіб, з яких 100 вершників). З допомогою прибулих червоноармійців 12-ї дивізії більшовики відбили напад повстанців.
Під час організованого радянською владою Голодомору 1932—1933 років померло щонайменше 793 жителі села.
4 серпня 1941 року село окуповано румунськими військами. Значна кількість селян під час окупації брала участь у партизанському загоні «Буревісник», що діяв у Савранському районі. 29 березня 1944 р. Полянецьке звільнене військами 2-го Українського фронту.
В селі є фельдшерсько-акушерський пункт, пологовий будинок (XX ст.).
Консервний завод потужністю 1,5 млн умовних банок за сезон.
12 червня 2020 року, відповідно до Розпорядження Кабінету Міністрів України від № 724-р «Про визначення адміністративних центрів та затвердження територій територіальних громад Одеської області», увійшло до складу Савранської селищної територіальної громади.
19 липня 2020 року, в результаті адміністративно-територіальної реформи і ліквідації Савранського району, село увійшло до складу новоутвореного Подільського району Одеської області.

## Населення
- 1897 — 2161

Згідно з переписом УРСР 1989 року чисельність наявного населення села становила 1640 осіб, з яких 719 чоловіків та 921 жінка.
За переписом населення України 2001 року в селі мешкали 1494 особи.

### Мова
Розподіл населення за рідною мовою за даними перепису 2001 року:
| Мова       | Відсоток |
| ---------- | -------- |
| українська | 95,85 %  |
| російська  | 1,40 %   |
| молдовська | 1,02 %   |
| вірменська | 0,64 %   |
| болгарська | 0,06 %   |
| інші       | 1,03 %   |

## Відомі люди
- Григорук Євген Максимович (1899—1922) — український поет, журналіст.
- Денежко Володимир Васильович (1969—2023) — молодший сержант збройних сил України, учасник російсько-української війни.
- Ковбасюк Самсон Михайлович — історик, Одеський державний університет.[10]
- Мороз Терентій Пилипович (1924—2005) — Герой Радянського Союзу.
- Полтавчук Василь Григорович (нар. 1953) — український літературознавець.
- Шпильов Станіслав Валерійович (1976—2015) — молодший сержант Збройних сил України, учасник російсько-української війни.